# Nagyközépsúly
A nagyközépsúly a profi ökölvívás egyik súlycsoportja.
A középsúly és a félnehézsúly között található, a felső súlyhatár 12 stone, azaz 168 font (76,2 kg).
A nagy világszervezetek  nagyközépsúlyú bajnokai
| WBA                       | WBC                            | IBF                      | WBO                             |
| Betöltetlen               | Anthony Dirrell 33-1-1 (24 KO) | Caleb Plant 18-0 (10 KO) | Billy Joe Saunders 28–0 (13 KO) |
| Szuperbajnok              |                                |                          |                                 |
| Callum Smith 26–0 (19 KO) |                                |                          |                                 |